# Sprinkling Tarn
Sprinkling Tarn és una massa d'aigua situada als peus de Great End, a Lake District, a 3 km de Seathwaite, Cumbria. Sprinkling Tarn és un dels llocs més plujosos d'Anglaterra (per sobre dels 5.000 litres de mitjana a l'any) i un lloc popular per l'acampada lliure i per la pesca de truites de riu. Anteriorment es deia Sparkling Tarn.